# Mermessus persimilis
Mermessus persimilis är en spindelart som först beskrevs av Alfred Frank Millidge 1987.  Mermessus persimilis ingår i släktet Mermessus och familjen täckvävarspindlar. Inga underarter finns listade i Catalogue of Life.